# Александр Спендіарян
Алекса́ндр Опана́сович Спендіа́рян (Спендіа́ров; вірм. Ալեքսանդր Սպենդիարյան; *20 жовтня (1 листопада) 1871, Каховка, Тавричеська губернія, Російська імперія — †7 травня 1928, Єреван, Вірменська РСР, СРСР) — вірменський композитор та диригент, народний артист Вірменії (1926). Молодший брат геолога Леоніда Спендіарова (1869—1897).
Учень Кленовського і Римського-Корсакова. Є одним з основоположників вірменської класичної музики (поряд з Комітасом, Тіграном Чухаджяном тощо), талановитий композитор, видатний музично-громадський діяч, вихователь молоді, диригент. За власними словами, матеріал для творчості він черпав з народних наспівів, вірменської поезії, літератури, історії і т. д. Вірність традиціям вірменської народної музики він поєднував з досвідом російської музичної класики.

## Біографія
Народився 20 жовтня (1 листопада за новим стилем) 1871 року в містечку Каховка (нині місто Херсонської області України).
Музичні здібності він успадкував від матері, яка добре володіла фортепіано. Багатостороння обдарованість Спендіарова виявилася в ранньому дитинстві, але переважний інтерес до музики виник пізніше. З семи років він починає складати, з дев'яти — навчатися гри на фортепіано і на скрипці. У 1890 році переїхав до Москви, де через п'ять років закінчив юридичний факультет університету.
У 1896 році відбулася вирішальна для Спендіарова зустріч з Н. А. Римським-Корсаковим, який високо оцінив його композиторський талант і ввів його в коло петербурзьких музикантів. У наступні роки Спендіаров створив багато романсів, хорових творів, вокальних творів з оркестром, інструментальних та оркестрових п'єс.
Серед останніх виділяються два зошити «Кримських ескізів» (1903 і 1912) і симфонічна картина «Три пальми» (1905). Спендіаров влаштувався в Криму, зрідка виїжджаючи в Москву, Петербург, Тбілісі, де виступав як диригент. Він зустрічався з найбільшими діячами російської культури — А. П. Чеховим, Л. М. Толстим, Ф. І. Шаляпіним, А. М. Горьким (на текст поеми Горького він написав баладу для баса з оркестром «Рибак і фея», 1902); тісні дружні стосунки зав'язалися у Спендіарова з його вчителем Н. А. Римським-Корсаковим, а також А. К. Глазуновим.
У дитячі роки Спендіаров познайомився з народною музикою Україні і Криму. Записав і обробив безліч українських та кримськотатарських народних пісень. У 1921 році написав «Українську сюїту» і музику до вірша «Заповіт» Т. Г. Шевченко.
Починаючи з другого десятиріччя XX століття посилився його інтерес до вірменського мистецтва. У 1922 році уряд Радянської Вірменії запросив Спендіарова переїхати в Єреван і очолити музичне життя республіки. Цей період ознаменований розквітом композиторської, педагогічної і суспільно-музичної діяльності Спендіарова. Глибоко проникнувши в сутність народної вірменської музики, Спендіаров створив такі видатні твори, як «Єреванські етюди» для оркестру (1925) і оперу «Алмаст» — одне з найкращих творінь вірменського музичного театру.
Серед інших творів композитора Концертний вальс (1906) для симфонічного оркестру, «Беда-проповідник» (1907) для голосу з оркестром (удостоєно премії імені М. І. Глінки).
Помер в Єревані 7 травня 1928.

## Пам'ять

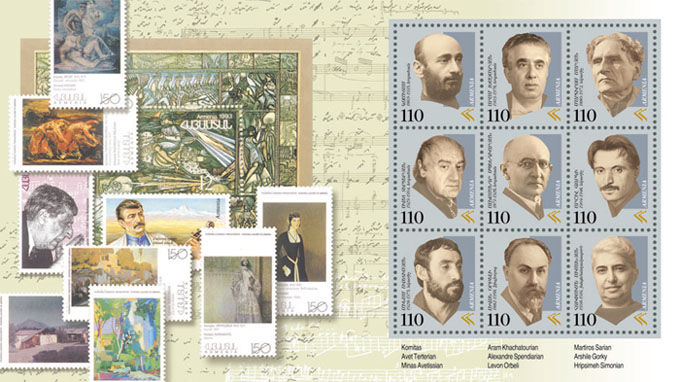
Комітас, Хачатурян, Сар'ян, Тертерян, Спендіарян, Горки, Аветисян, Орбелі, Симонян

- У 1938 році Вірменський театр опери і балету було названо ім'ям Олександра Спендіаряна
- У 1971 році була випущена поштова марка СРСР, присвячена Спендіарову.
- У 2000 році була випущена поштова марка Вірменії, присвячена Спендіарову.

## Сім'я
Дочка Спендіарова Марія Олександрівна була репресована, на початку 1950-х років була художнім керівником самодіяльності ув'язнених в Слюдянці. Згодом написала про свого батька книгу, що вийшла в серії «Життя чудових людей».

## Нагороди та звання
- Народний артист Вірменської РСР (1926).
- Премія імені М. І. Глінки (1908, 1910, 1912).

## Головні твори

### Сценічні твори
- Опера «Алмаст» (лібрето С. Парнок)
- Балет «Сім дочок короля джинів»

### Оркестрова музика
- Концертний вальс (1906)
- Концертна увертюра для оркестру
- Сюїта «Кримські ескізи» для оркестру — перший і другий зошити (1903 і 1905)
- Симфонічна картина «Три пальми» за Лермонтовим
- «Єреванські етюди» (1925)

### Вокально-симфонічна музика
- Квартет «Пташка Божа» (сл. Пушкіна)
- Квартет «Гілка Палестини» (сл. Лермонтова)
- Балада «Рибак і фея» (сл. М. Горького)
- Елегія «Незжата смуга» (сл. М. О. Некрасова)
- «Беда-проповідник» (1907)

### Інше
- менует «Berceuse»;
- романси.